# Tramway transfrontalier

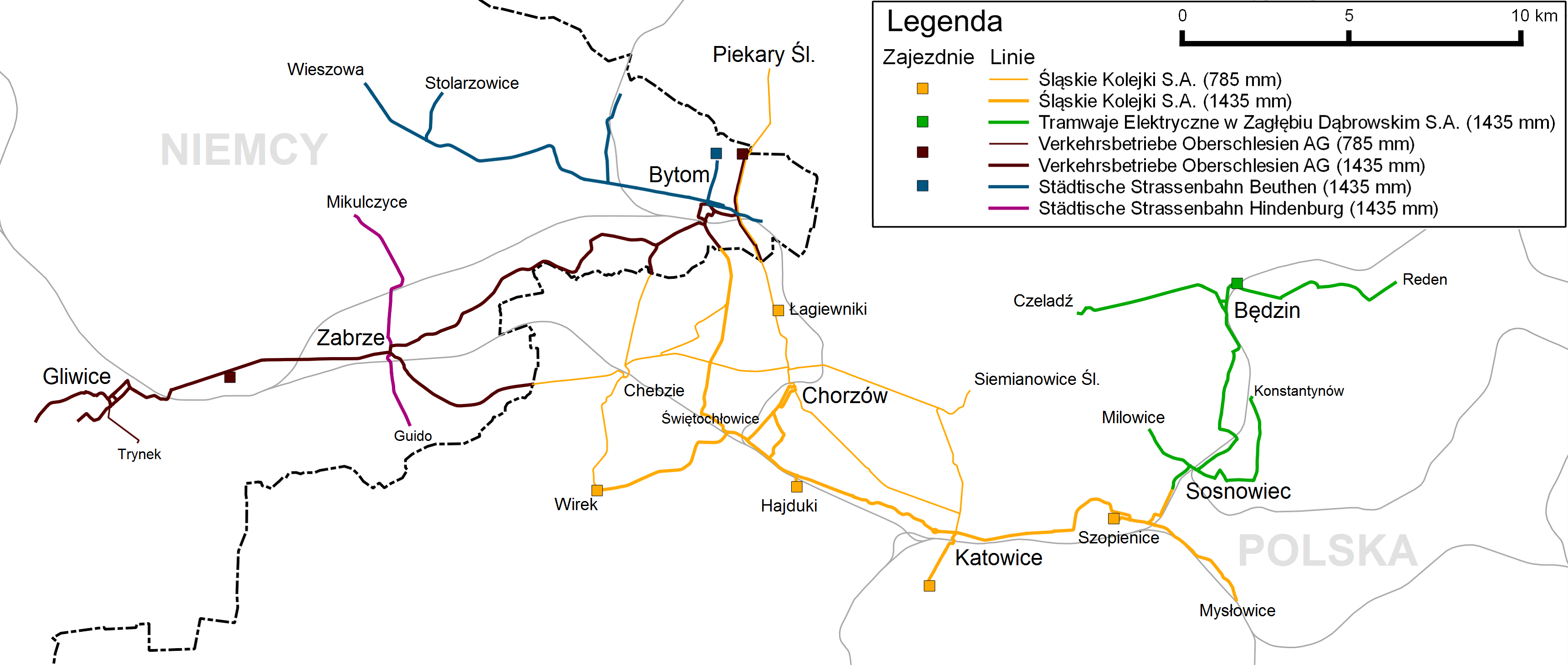
Tramways transfrontaliers en Haute-Silésie en 1939

Un tramway transfrontalier est un tramway qui traverse une frontière entre deux États. Des tramways transfrontaliers ont existé dans le passé, mais la plupart d'entre eux ont été supprimés avant ou peu après la Seconde Guerre mondiale. 
En Europe, un regain d'intérêt pour ces infrastructures apparait à la suite de la Convention-cadre européenne sur la coopération transfrontalière des collectivités ou autorités territoriales et la formation de l'Espace Schengen, associé aux exigences d'une économie verte. Une série de projets de tramways transfrontaliers voit alors le jour depuis le début du XXIe siècle.
La mise en place d'un tramway transfrontalier s'explique notamment par la volonté de relier des villes proches dont les tissus urbains sont partagés entre un ou plusieurs États, de manière à faciliter les déplacements transfrontaliers. Leur coût est néanmoins important pour les collectivités concernées, et ces projets impliquent en outre la simplification ou la suppression des contrôles douaniers.
Un tramway transfrontalier peut également résulter du déplacement d'une frontière, laquelle passant dorénavant au travers d'un réseau préexistant. Ce fut notamment le cas à l'issue des deux Guerres mondiales, à l'instar des réseaux des villes de Berlin ou Strasbourg, ou de celui de Haute-Silésie, région divisée entre la Pologne et l'Allemagne après 1922 et où le tramway était un réseau important de transport en commun.

## Histoire

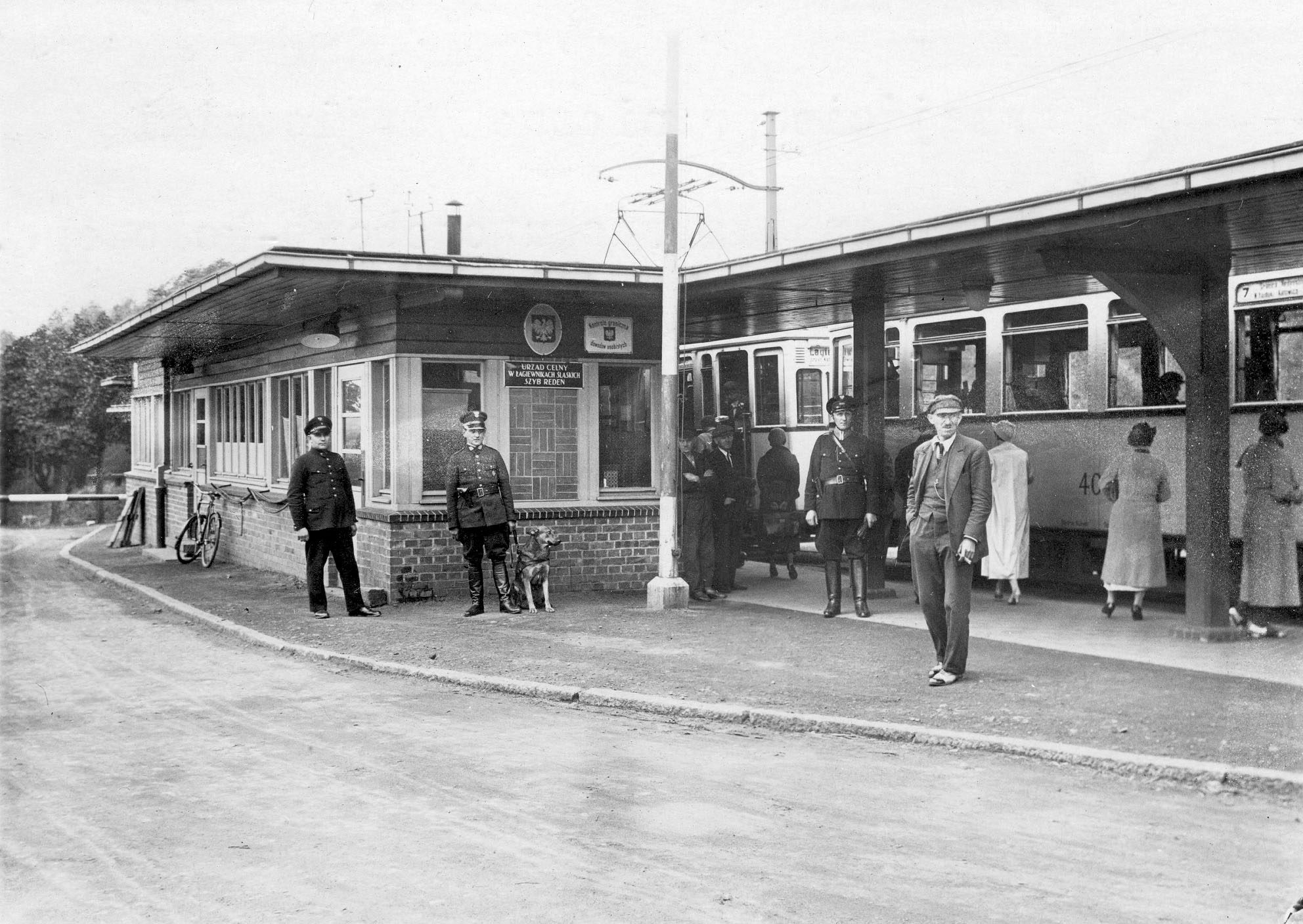
Poste-frontière de Bytom-Łagiewniki.

### Objet de conflit d'anciennes frontières
Cas rare voire unique, le tramway a été l'objet de tensions transfrontalières entre Berlin-Ouest (RFA) et Berlin-Est (RDA), de 1953 à la disparition de la RDA en 1989-1990. En 1953, la circulation des tramways entre les 2 parties de la ville fut stoppée. On remarque encore aujourd'hui cette tension avec la carte actuelle du tramway dans la ville : démantelé à Berlin-Ouest, le tramway circule majoritairement dans la partie est de la ville, où il n'a jamais cessé de circuler.

## Tramways actuels, existants ou en projet

### Europe

#### Allemagne
L'agglomération de Sarrebruck est reliée à la France par une ligne de tramway de la Saarbahn aboutissant à Sarreguemines depuis 1997,. Le projet d'une ligne Sarrebruck reliant la française Forbach a été évoqué à partir de 2011, mais le land de Sarre n'a pas jugé utile de la rendre concrètepour l'instant.
Kehl (Bade-Wurtemberg) est desservie par le tramway de Strasbourg.
Un projet de relier l'Allemagne par le réseau de Francfort-sur-l'Oder à la Pologne avec la ville frontalière de Słubice a vécu pendant les années 2000, pour faire miroir au passé. Mais un référendum en 2006 en a décidé autrement. Malgré tout, l'idée n'est pas abandonnée.

#### Belgique
Au travers du projet de Sneltram (en) (« tram rapide » en néerlandais) (faisant partie du Wensnet (« réseau souhaité ») de la Région flamande, la Belgique pense à couvrir le pays d'un ensemble de trams rapides, avec des incursions à l'étranger :
- Hasselt - Maastricht (Pays-Bas)[7]
- Furnes - Dunkerque (France)[8]. Du côté français, on pense même à une ligne allant jusqu'à Gravelines.

Le tramway de Valenciennes (France) pourrait s'étendre jusqu'à la gare de Quiévrain (Belgique), mais aucune date n'est annoncée et la liaison pourrait se faire par bus à haut niveau de service.

#### France
Le tramway de Strasbourg franchit le Rhin à partir d'avril 2017 pour terminer sa course à Kehl, en Allemagne. Cela avait déjà été le cas à partir de 1896 jusqu'en 1918 ou 1920, lorsque la ville alsacienne était allemande.
En Lorraine : 
- Sarreguemines est desservie par la Saarbahn allemande à Sarrebruck depuis 1997[2].
- Forbach pourrait être également relié à Sarrebruck. Le projet a été évoqué à partir de 2011, mais le land de Sarre n'a pas jugé utile de la mettre en œuvre compte tenu de son coût[4].
- Thionville réfléchit à une manière d'être mieux reliée au Luxembourg. Un tram-train pourrait être une solution[réf. nécessaire].

Le tramway de Valenciennes pourrait quant à lui rejoindre la Belgique, en construisant une ligne jusqu'à la ville frontalière de Quiévrain. C'était déjà le cas pour l'ancien tramway de Valenciennes jusqu'en 1939. Aucune date n'est avancée pour l'instant pour ce projet. Un bus à haut niveau de service est évoqué, en remplacement du tram.
Dans le Nord également, Dunkerque pourrait également, à terme, être reliée à la Belgique, à la ville d'Adinkerque. La liaison est assurée actuellement par autobus. La même idée a effleuré du côté de la ville belge de Mouscron, d'être reliée à la ville française de Lille.

#### Suisse
Le tramway de Bâle s'aventure 3 fois hors des frontières helvétiques :
- Ligne 10 : Leymen (France)
- Ligne 3 : Saint-Louis (France) depuis 2017[14]
- Ligne 8 : Weil am Rhein (Allemagne)[15] depuis 2014[16].

Le tramway de Genève court jusqu'à Annemasse (France) depuis 2019 via la ligne 17.

#### Espagne
Depuis 1913, le métro de Saint-Sébastien relie Saint-Sébastien à la gare d'Hendaye. En 35 min, de 7h00 à 22h30, deux fois par heure, un tram part de Hendaye pour rejoindre Saint-Sébastien.
Le projet Eurocité Express se propose de relier par tram-train la ville espagnole de Saint-Sébastien à la ville française de Bayonne.

### Dans le monde

#### Israël
Le tramway de Jérusalem est partagé entre territoires israélien et palestinien.

#### Mexique
Un tramway a existé entre la ville de Juarez (Mexique) et d'El Paso (USA).